# Конкин, Сэмюэль Эдвард
Сэ́мюэль Э́двард Ко́нкин Тре́тий (англ. Samuel Edward Konkin III, SEK3; 8 июля 1947, Саскачеван, Канада — 23 февраля 2004, Лос-Анджелес, США) — автор «Нового либертарианского манифеста» (англ. New Libertarian Manifesto), основатель и ведущий представитель политической философии, которую он называл агоризмом, — разновидности рыночного анархизма.
В своём «Манифесте» он упоминает Мюррея Ротбарда, Роберта Лефевра и Людвига фон Мизеса среди мыслителей, оказавших на него наибольшее влияние. Подобно Ротбарду, Конкин считал либертарианство леворадикальным движением, хотя и использовал это понятие в отличном от общепринятого значении. Сэмюэль Конкин был основателем Агористского института и Движения либертарианских левых. Он был одним из основателей Либертарианского футуристического общества, которое ежегодно вручает премии Прометея по всему миру.

## Политические взгляды
Конкин отвергал выборы как несовместимые с либертарианской этикой. Также он отвергал участие в Либертарианской партии США, которую рассматривал как государственную интеграцию либертарианства.
Своё видение либертарианского общества Конкин развивает в «Новом либертарианском манифесте». Так как он отрицает реформистские методы действия, то высказывается в пользу борьбы с «системой». Он предлагает лишить государство легитимации, перенося свою экономическую деятельность на «чёрный или серый рынки», где она не будет подвергаться налогообложению и регулироваться властями.
Конкин был издателем нерегулярно выпускавшихся New Libertarian Notes с 1971 по 1975 год, New Libertarian Weekly с 1975 по 1978 год и журнала New Libertarian с 1978 по 1990 год, а также ряда других изданий.

## Критика
Конкин был раскритикован в книге анархо-синдикалистки Ульрики Хейдер «Anarchism: Left, Right and Green» за поддержку исторического ревизионизма. Хотя Конкин не соглашался, например, с отрицанием Холокоста, но выступил в защиту Institute for Historical Review, полагая, что нельзя ограничивать их свободу слова.